# 敬哀皇后張氏
敬哀皇后（けいあいこうごう）は、中国三国時代の人物。蜀漢の2代皇帝である劉禅の皇后。
幽州涿郡の人。諱は伝わっておらず、諡号で敬哀皇后と呼ばれる。張飛の長女で、母は夏侯覇の従妹。妹は自身の死後に劉禅の皇后となる（単に張皇后と呼ばれる）。

## 生涯
章武元年（221年）、劉備が蜀漢の皇帝として即位すると、皇太子劉禅の妃として宮中に入る。
建興元年（223年）、劉禅の皇帝即位に伴い、皇后に立てられる。
建興15年（237年）6月に死去。南陵に葬られた。

## 三国志演義
小説『三国志演義』では第85回で名前が挙がり、劉禅の即位時に初めて妻として迎えられ、そのまま皇后に立てられる。この時、年齢は17歳と設定されている。
その後、第115回では皇后が劉琰の妻を引き止めて話し込んだことに端を発し、劉琰が妻と劉禅の密通を疑う騒動も描かれる。